# Самость
Са́мость (нем. Selbst — «сам», собственная личность) — архетип, являющийся глубинным центром и выражением психологической целостности отдельного индивида. Выступает как принцип объединения сознательной и бессознательной частей психики и, одновременно с этим, обеспечивает вычленение индивида из окружающего его мира.

## Понятие самости у Юнга

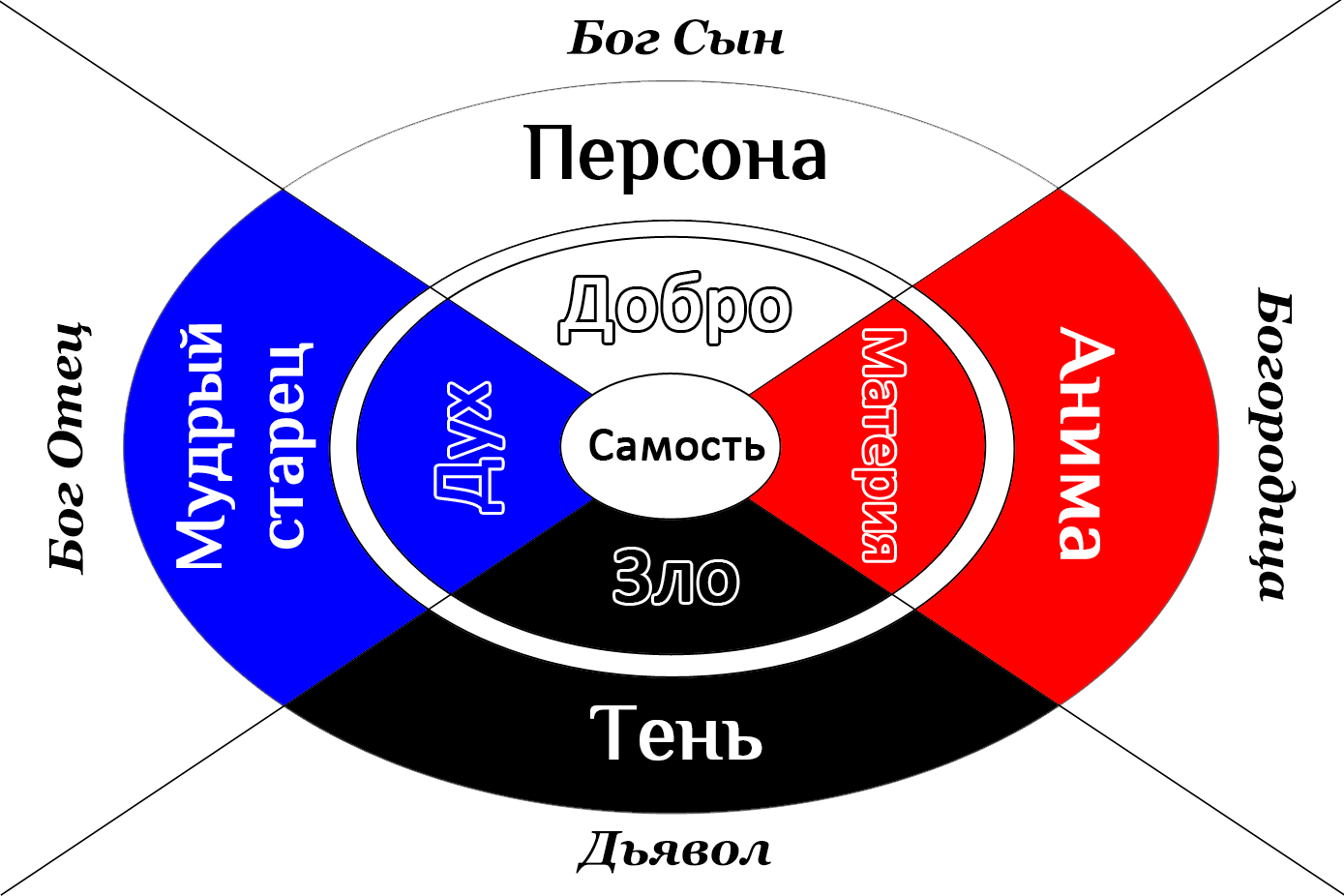
Схема самости как объединения индивидуальных архетипов.

Швейцарский психоаналитик и психолог Карл Юнг рассматривал «самость» как первичный образ, архетип, — комплекс, существующий в коллективном бессознательном. Архетип — это след, оставшийся в каждом из нас от далёкого прошлого человечества; это психическое содержание, не имеющее своего источника в отдельном индивиде: «…архетип, есть фигура — будь то демона, человека или события, — повторяющаяся на протяжении истории везде, где свободно действует творческая фантазия». Самость по Юнгу — это архетип целостности, символ полноты человеческого потенциала и единства личности; она занимает центральное место в управлении психической жизнью и является высшей властью в судьбе индивида: «С интеллектуальной точки зрения самость — не что иное, как психологическое понятие, конструкция, которая должна выражать неразличимую нами сущность, саму по себе для нас непостижимую… С таким же успехом её можно назвать „Богом в нас“. Начала всей нашей душевной жизни, кажется, уму непостижимым способом зарождаются в этой точке, и всё высшее и последние цели, кажется, сходятся на ней». В теории Юнга самость проявляется в жизни человека в процессе индивидуации, который понимается как процесс психологической интеграции, осуществляющийся с целью формирования единой, неделимой психики из комплексов и островкового, «инсулярного» сознания: «…в полдень жизни наша удивительная человеческая природа осуществляет переход из первой половины жизни во вторую. От состояния, в котором человек является лишь орудием инстинктивной природы к другому состоянию, где он не является более чьим-то орудием, но становится самим собой: происходит преобразование природы — в культуру, инстинкта — в дух».

## Сравнение теорий самости у Юнга и Фрейда
Главное различие теорий самости Юнга и Фрейда заключается в их понимании отношения между самостью и эго. Так, Фрейд считал, что эго развивается из Оно (нем. «das Es» (лат. «Id»), по мнению Юнга — его основой является бессознательное. Фрейд усматривал в «Id» постоянную угрозу для эго, хоть и отмечал, что «сотрудничество» — один из способов, с помощью которых бессознательное строит отношения с сознанием. При этом Фрейд не считал, что бессознательное способно внести в сознание нечто полезное; по его мнению, задачей эго является «укротить» «Id» («Оно»): «подчинить» его, «поставить под контроль», «управлять» им. Юнг придерживался другой точки зрения: он полагал, что бессознательное может обогатить эго, если только не переполнит его. Он писал о «диалоге» между эго и бессознательным/самостью, в котором оба участника имеют «равные права». По мнению Юнга, цель психического развития состоит не в том, чтобы эго «подчинило» себе бессознательное, а в том, чтобы оно признало силу самости и уживалось с ней, приспосабливая свои действия к потребностям и желаниям своего бессознательного партнера. Он утверждал, что самость обладает мудростью, превышающей понимание отдельным человеком себя, поскольку самость одного человека связана с самостями всех остальных человеческих существ.
По Фрейду, в состоянии психического здоровья эго является главной действующей силой психики. Активность бессознательного, внедряющегося в сознание, говорит Фрейд, «подкрепляет» деятельность, задуманную эго. Такое сотрудничество возможно лишь тогда, когда энергия, поступающая из бессознательного, может быть преобразована в эго-синтонную. Юнг рассматривает эту взаимосвязь прямо противоположным образом. По его мнению, в основе анализа лежит такое влияние на сознание со стороны бессознательного, при котором сознание обогащается и совершенствуется. Установки эго не подкрепляются, но видоизменяются таким образом, что его погрешности компенсируются за счёт установок бессознательного. Более того, в то время как у Фрейда инициатива всегда принадлежит эго, даже если не осознается им, у Юнга инициатором является самость, которая «хочет» реализовать себя. Для Юнга самость первична: она приходит в мир первой и уже на её основе возникает эго; по его мнению, самость — более широкое понятие, чем эго, она постоянно, на протяжении всей жизни, подпитывает творческие силы психики, которые проявляются в сновидениях с их еженочно-обновляемыми образами, в стихах или в разрешении научных головоломок. Она кажется неистощимой — ведь нам становится известной лишь та её часть, что проникает в наше сознание, и мы никогда не сможем оценить весь спектр её возможностей.
Фрейд сравнивает аналитика с детективом, который пытается решить загадку преступления, используя в качестве ключа проявления бессознательного. Подход Юнга принципиально иной: он рассматривает весь клинический материал — сны, психосоматические симптомы, особенности поведения, невротические или психотические проявления, феномены переноса или контрпереноса — как «ангелов», то есть посланников бессознательного, пытающихся донести весточку до сознания. Юнг считал, что задача психоаналитика в том и состоит, чтобы помочь пациенту осознать эти послания, со всеми их содержаниями и смыслами; «посланцы» смогут освободиться от вахты, только когда «письмо» будет доставлено.

## Критика теории самости Юнга
В отличие от Юнга, утверждающего, что самость — это нечто врожденное, изначально существующее в человеке, американский психолог и психиатр Гарри Стек Салливан считал, что самость — это некоторый текущий, достигнутый научением результат, характеризующийся освоенным репертуаром ролевого поведения и речевых практик. Это результат переживания воспитательного процесса, основанный на нашей способности играть роли других. Самость — это система, направленная на реализацию концепта «Я -хороший» и получение в связи с этим удовлетворения при минимизации тревоги. Система самости, по мнению Салливана, является функциональной системой и может трансформироваться под воздействием опыта. В любом случае самость — это максимально возможный, освоенный репертуар поведения и речевых практик.
Другой американский психолог XX века, Беррес Фредерик Скиннер, в определении самости пользовался «принципом Бора»: «существующим мы имеем право считать лишь то, что наблюдаемо или может быть сделано таковым». Скиннер считает «более научным» говорить о «паттернах поведения»: «Самость, личность, свобода, творчество — это только объяснительные фикции, используемые в тех случаях, когда нет рационального, позитивного объяснения поведения, или неизвестна структура подкрепления этого поведения». Скиннер считает использование этих фикций опасным, так как они могут создать ложное чувство удовлетворенности и сделать как бы ненужным глубокое исследование реальных, подлинных причин поведения. В результате отдельные элементы структуры поведения, по его мнению, остаются вне сферы эффективного контроля.

### Представители гештальт-терапии
Представители гештальт-терапии, в первую очередь — Фредерик Перлз, пытались максимально упростить теорию самости Юнга. Они не включали в это понятие ничего, кроме повседневных, обычных проявлений того, что и кто мы есть: «Мы есть то, что мы есть; зрелость и психологическое здоровье предполагают способность подтвердить это, а не быть пойманным чувством, что мы — это то, чем должны были бы быть». И самость и Я, по Перлзу, — это не то, что можно статистически объективировать, а просто символы для функции отождествления.

### Представители трансперсональной психологии
Представители трансперсональной психологии (С. Гроф, К. Уилбер, Т. Маккена), критикуя теорию Юнга, заявляли, что понятие самости само по себе вредоносно. Они полагали, что мир представляет собой параллельное и одномоментное существование множества самых различных реальностей, обладающих равным онтологическим статусом. Границы между этими реальностями, — это навязанная дурным воспитанием культурно обусловленная фикция в сознании человека, пребывающего в неведении, и страдающего только вследствие неведения. Понятие Я и теории личности индивида вредоносны, ибо вводят человека в заблуждение в отношении его истинной природы. Мир действительности трактуется как арена действия «надмировых» сил, стесняющих себя во времени и пространстве с целью самопознания. Человек в этой концепции не рассматривается как субъект активности, скорее это временная форма, которую принимает некий «дух», с исследовательскими целями предающийся в пространстве и времени самоограничению; опыт и переживания отдельного человека являются фрагментами опыта этого «духа».

### Понятие самости в современной психологии
Основные проблемы при исследовании понятий Я (Я — концепции) и Самость в современной психологии связаны в теоретическом плане со сложностью разграничения психологических процессов, их содержания и результатов. Сегодня не существует удовлетворительной общепринятой концепции и основанного на ней языка теоретических понятий, позволяющих описывать процессы мышления, протекающего в контексте различных форм и состояний сознания и самосознания.